# Souvanna Phouma
El príncipe Souvanna Phouma (también Suvanna Fuma o príncipe Tiao) (Luang Prabang, 7 de octubre de 1901 – Vientián, 10 de enero de 1984) fue líder de la facción neutralista y primer ministro del Reino de Laos en cuatro ocasiones (1951 – 1952, 1956 – 1958, 1960 y 1962 – 1975).
Nació dentro de la familia virreinal de Luang Prabang, fue hijo del príncipe Bounjong y sobrino del Rey de Laos Sisavang Vong. Fue educado a la usanza francesa en Hanói, París y Grenoble, donde obtuvo una licenciatura en arquitectura e ingeniería. Regresó a Laos en 1931, donde trabajó como funcionario de la administración colonial francesa en Indochina y contrajo matrimonio con Aline Claire Allard, hija de un francés y una laosiana. 
Junto con su hermano, el príncipe Phetsarath Rattanavongsa y su hermanastro, el príncipe Souphanouvong, se involucraron en la política del reino al final de la Segunda Guerra Mundial, al mismo tiempo que fue establecido Lao Issara con el fin de contrarrestar la ocupación francesa.

## Como primer ministro
En 1951 se convierte en primer ministro de Laos con una holgada mayoría; permanecería en el cargo hasta el año siguiente; su principal labor fue la negociación de la independencia de Laos de Francia y asumió una posición neutral, tratando de convencer al movimiento comunista Pathet Lao a conformar un gobierno de unidad y tratando al mismo tiempo relaciones con los países occidentales, principalmente con Estados Unidos. Posteriormente fungió como vice primer ministro y ministro de Defensa entre 1954 y 1955
En las elecciones de diciembre de 1955, el príncipe retoma el cargo con una plataforma de reconciliación nacional. En agosto de 1956, Souvanna Phouma y el mando del partido Pathet Lao acuerdan realizar un “gobierno de unión nacional”. En mayo de 1958 se realizan elecciones donde los partidos aliados al Pathet Lao obtienen 13 de los 21 escaños adicionales en la asamblea. Souphanouvong toma el cargo de ministro de Economía y otro líder del Pathet Lao, Phoumi Vongvichit, también asumió como ministro. La acumulación de poder del príncipe Souvanna fue considerado como negativa para los Estados Unidos y suspende la ayuda al país.
En junio de 1958, el príncipe Souvanna debió renunciar y el gobierno de unión nacional se desmoronó. El rey de Laos debió aceptar la renuncia del gobierno de Souvanna bajo la Orden Real N.º 282, y le transfiere el poder al Comité Revolucionario. Posteriormente, por decreto real, se crea un gobierno provisional formado por el príncipe Boun Oum, quien administraba en nombre de Phoui Sananikone, adversario del Phathet Lao; ya que el rey tenía reservas nombrándolo directamente como primer ministro, debido a que era un general.
Con la muerte del rey Sisavang Vong en 1959, se desencadena un conflicto entre derechistas y neutralistas. En 1960, el capitán Kong Le, miembro neutralista, captura la ciudad de Vientián y el príncipe Souvanna Phouma retoma el cargo de primer ministro, y subsecuentemente logra un acuerdo con el príncipe Souphanouvong con el Pathet Lao. No obstante, en diciembre de 1960, las tropas derechistas y reales encabezadas por Phoumi Nosavan llegan a Vientián y expulsan a Le y al príncipe Souvanna.
Souvanna Phouma decidió crear un gobierno neutralista en la localidad de Khang Khay. Los países de tendencia comunista y otros países no alineados como India reconocerían al príncipe Souvanna como el primer ministro legítimo de Laos. En cambio, los países occidentales y Estados Unidos reconocerían al gobierno militar de Vientián del príncipe Boun Oum.
En enero de 1961, el presidente de los Estados Unidos John F. Kennedy, llamó a la pacificación del país y a la neutralidad de Laos. En mayo de 1961, la Conferencia de Ginebra también acuerda la neutralidad e independencia del país. Así en junio del mismo año los tres príncipes, Boun Oum, Souvanna Phouma y Souphanouvong acordaron un “gobierno de unión nacional” en donde el príncipe Souvanna sería primer ministro en julio de 1962 y los otros dos príncipes serían vice primeros ministros.
Esta coalición fue bastante inestable, con diversas tensiones y provocaciones que culminaron a mediados de 1964 cuando hubo un intento de derrocar al príncipe, pero nuevamente retoma el poder. Con esta acción el Pathet Lao decide abandonar el gobierno ya que consideraba que el príncipe Souvanna era un “títere de los Estados Unidos”, a pesar del retiro el príncipe mantendría su cargo de primer ministro pero su poder se vería muy reducido. El Pathet Lao reinició su lucha revolucionaria, que estuvo paralela a la guerra de Vietnam, y no culminaría hasta 1975, cuando la monarquía laosiana fue depuesta y se estableció un gobierno comunista. 
El príncipe Souvanna sería retirado del cargo en el nuevo régimen, pero fue nombrado consejero del gobierno hasta su muerte. Fallecería nueve años después, en 1984.